# جلوپنجره (خودرو)

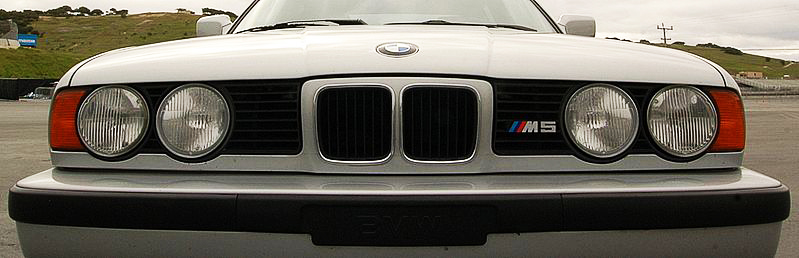
جلوپنجره قلوه‌شکل ویژه ب.ام. و، نصب‌شده بر روی یک ب‌ام‌و ام۵ (ای۳۴).

در خودروهای سواری به شبکه‌ای که در جلوی رادیاتور و در زیر کاپوت جلو قرار دارد جلوپنجره (به انگلیسی: Grille) گفته می‌شود. جلوپنجره از مواد سبک مانند مواد بسپاری ساخته می‌شود و شبکه‌ای بودن آن برای گذراندن هوا به رادیاتور است و نقش خنک‌کننده برای رادیاتور را دارد.
در مهندسی خودرو، جلوپنجره پوششی برای یک بازشدگی در بدنه خودرو است تا اجازه ورود یا خروج هوا را بدهد. اکثر خودروها در جلوی خود دارای جلوپنجره‌ای هستند تا از رادیاتور و موتور محافظت کنند. لغتنامه مریم-وبستر جلوپنجره‌ها را این‌گونه توصیف می‌کند: «یک شبکه توری مانند که یک مانع یا حفاظ را تشکیل می‌دهد؛ به ویژه یک نوع تزیینی که در جلوی خودرو قرار می‌گیرد.»
دیگر محل‌های رایج برای جلوپنجره‌ها عبارتند از: زیر سپر جلو، جلوی چرخ‌ها (برای خنک کردن ترمزها)، درون کاپوت برای تهویه کابین، یا روی درب صندوق عقب (در خودروهای موتور عقب). جلوپنجره‌ها در واقع از محافظ‌های شنی که قبلاً نصب می‌شدند تکامل یافتند؛ این محافظ‌ها برای حفاظت از رادیاتورهای در معرض دید که معمولاً در خودروها تا اوایل دهه ۱۹۳۰ استفاده می‌شدند، طراحی شده بودند.

## طراحی
نمای جلویی یک خودروی موتوری نقش مهمی در جذب خریداران دارد. عملکرد اصلی جلوپنجره، ورود هوای خنک به رادیاتور خودرو است. با این حال، ظاهر خودرو «اهمیت بسیار بیشتری از این دارد که آیا ویژگی‌های طراحی در عمل کارکردی دارند یا نه». جلوپنجره به عنوان یکی از اجزای بصری اصلی در جلوی خودروها، «یک طراحی الهام گرفته از جلوپنجره، خودرو را جذاب می‌کند و هویت آن را با پیوند دادن به تاریخ و اعتبار خودروساز شکل می‌دهد».
در حال حاضر، جلوپنجره‌های بزرگ بیشتر جنبه زیبایی دارند. جلوپنجره اغلب یک عنصر بصری متمایز است و بسیاری از برندها از آن به عنوان شناساگر اصلی برند خود استفاده می‌کنند. به عنوان مثال، جیپ طرح جلوپنجره هفت میله‌ای خود را به عنوان علامت تجاری ثبت کرده‌است.
رولزرویس به دلیل چیدمان دستی میله‌های جلوپنجره‌اش برای اطمینان از عمودی بودن کامل آنها شناخته شده‌است. سایر تولیدکنندگان مشهور به دلیل طراحی جلوپنجره خود عبارتند از: بوگاتی با طرح یقه اسب، ب‌ام‌و با طرح کلیه دوتایی، روور با «دندان‌های» کرومی، میتسوبیشی با طرح جلوپنجره‌های خمیده رو به جلو به سبک هواپیماهای جنگنده برای خودروهای میتسوبیشی لنسر و میتسوبیشی لنسر اوولوشن، داج با طرح میله‌ای متقاطع، آلفا رومئو با سپر شش‌میله‌ای، ولوو با طرح میله مورب، نیسان با قاب کرومی ذوزنقه‌ای، مزدا با طرح موتور دوار، آئودی با جلوپنجره «تک‌قاب» نسبتاً جدید، پونتیاک با جلوپنجره افقی دوتایی و جلوپنجره مشبک در نسل‌های آخر گروه پلیموث، و لکسوس با جلوپنجره دوکی‌شکل. جلوپنجره غیرمعمول پلیموث باراکودا مدل ۱۹۷۱ به عنوان «رنده پنیر» شناخته می‌شود. جلوپنجره سه‌میله‌ای شرکت فورد موتور که در فورد فیوژن مدل ۲۰۰۶ معرفی شد، نیز به یک طرح متمایز تبدیل شده‌است.
پورشه، به عنوان یک تولیدکننده دیرینه خودروهای خنک‌شده با هوا، در راستای حفظ این سنت، همچنان برجستگی «جلوپنجره» را در خودروهای مدرن خنک‌شده با آب این برند به حداقل می‌رساند.
الگوی استایلی مخالف نیز اتفاق می‌افتد. از اواخر دهه ۱۹۳۰، کادیلاک الگوی خود را از میله‌های افقی به الگوهای مختلف متقاطع تغییر داد تا به عنوان یک راه ساده، خودرو از سالی به سال دیگر جدید به نظر برسد؛ زیرا این سازنده فرم جلوپنجره استانداردی نداشت. گاهی اوقات در میله‌های جلوپنجره یک نوع روند مد وجود دارد. به عنوان مثال، در سال‌های اولیه پس از جنگ جهانی دوم، بسیاری از خودروسازان آمریکایی به‌طور کلی به میله‌های جلوپنجره کمتر و ضخیم‌تر روی آوردند.
جلوپنجره Billet یک قطعه Aftermarket است که برای بهبود استایل یا عملکرد جلوپنجره اصلی تولیدکننده تجهیزات اصلی استفاده می‌شود. آنها عموماً از شمشال آلومینیوم جامد با کیفیت هواپیما ساخته می‌شوند، اگرچه برخی از آنها با دستگاه CNC از یک ورق جامد آلومینیوم ساخته می‌شوند.
سیستم Active Air Flap (سیستم فعال دریچه هوا) توسط هیوندای موبیس در تاریخ ۱۷ ژوئن ۲۰۲۱ توسعه داده شد. بر اساس جلوپنجره رادیاتور موجود، خود جلوپنجره تکامل یافته‌است تا مطابق با دمای آب خنک‌کننده حرکت کند. هنگامی که دمای مایع خنک‌کننده موتور بالا می‌رود، دریچه هوا باز می‌شود تا از طریق مکش هوا، بازدهی خنک‌کننده افزایش یابد. برعکس، زمانی که دما کاهش می‌یابد، دریچه هوا به‌طور خودکار بسته می‌شود تا مقاومت هوا برای افزایش بازده سوخت و مصرف برق کاهش یابد.
در سفارشی‌کردن ماشین‌ها، خودروهای سفارشی طبعاً جلوپنجره را به عنوان بخشی از شخصی‌سازی تغییر خواهند داد؛ مثلاً از میله‌های جلوپنجره یک خودروی تولید شده توسط کارخانه دیگر استفاده می‌کنند. حتی گاهی قطعه‌ای فلزی با سوراخ‌هایی به شکل یک الگوی خاص، برای استفاده در یک شبکه تهویه که بیشتر در خانه‌ها فروخته می‌شود را برای قرار دادن در جلوی خودروهای سفارشی بکار می‌برند.

### خودروهای الکتریکی
ظهور خودروهای الکتریکی (EV) در بازار خودرو باعث تجدید نظر اساسی در طراحی جلوپنجره شده‌است، زیرا موتورهای الکتریکی در مقایسه با موتورهای درون‌سوز سنتی نیاز بسیار کمی به خنک‌سازی دریچه جلو یا اصلاً نیازی ندارند. با این وجود، انتظارات مشتریان از جلوپنجره‌ها برای تسلط بر نمای جلوی خودروها آنقدر قوی بوده‌است که شرکت‌هایی مانند نیسان جلوپنجره‌های آرایشی را در طرح‌های خودروی برقی خود، در پاسخ به واکنش‌های مختلف مصرف‌کنندگان به مدل‌های اولیه بدون جلوپنجره، اضافه کرده‌اند. طراحی‌هایی که به‌طور کامل هر گونه ارجاع بصری به جلوپنجره‌های جلوی سنتی را حذف می‌کنند، بیشتر از خودروسازان جدیدی که منحصراً خودروهای برقی تولید می‌کنند، مانند شرکت تسلا یا ریویان می‌آیند، زیرا این شرکت‌ها زبان برند تاریخی ثابت شده خود را از نظر جلوپنجره ندارند.

## انواع جلوپنجره
از نظر محل قرارگیری روی بدنه خودرو:
- جلوپنجره رادیاتور (خنک‌کاری موتور) (خودرو با موتور جلو)
- جلوپنجره سقف یا صندوق خودرو (خودروهای با موتور عقب)
- جلوپنجره سپر (جلو و عقب)
- جلوپنجره گلگیر (روکش کانال تهویه ترمز)
- جلوپنجره روی کاپوت (برای امکان جریان هوای اینترکولر)

### بر اساس سبک
صنعت بازسازی قطعات خودرو در آمریکا دو نوع سبک اصلی جلوپنجره را تعریف می‌کند:
جلوپنجره‌های سبک فابریک تولیدکننده تجهیزات اصلی: این مدل جلوپنجره‌ها هیچ تفاوتی با آنهایی که خودروسازها تولید می‌کنند ندارند.
سبک سفارشی: این سبک در تعداد کم تولید می‌شوند و از مواد متنوع‌تری ساخته شده‌اند.

### بر اساس روش بستن
سبک روگذاری (سوارشونده روی جلوپنجره)
در این روش نصب، جلوپنجره بیلت به سادگی روی جلوپنجره پلاستیکی فابریک پیچ می‌شود. این روش نیازمند سوراخکاری یا برش روی جلوپنجره نیست. برای اینکار از پیچ‌های مخفی، بست‌ها و گیره‌ها استفاده می‌شود. نقطه ضعف این روش شاید این باشد که به خوبی روش جایگزینی جلوپنجره تمیز و یکدست به نظر نمی‌رسد، زیرا هنوز می‌توان جلوپنجره فابریک زیرین را دید. نصب با روش روگذاری نباید بیشتر از ۳۰ دقیقه زمان ببرد.
سبک جایگزینی:‌ جلوپنجره فابریک ابتدا باید جدا شود، و سپس مدل بیلت به جای آن نصب شود. برای این روش به سوراخکاری و گاهی برش نیاز است. دستورالعمل نصب از طرف سازنده جلوپنجره ارائه می‌شود، اما باز هم یک فرایند چالش‌برانگیز است.

### تاریخچه

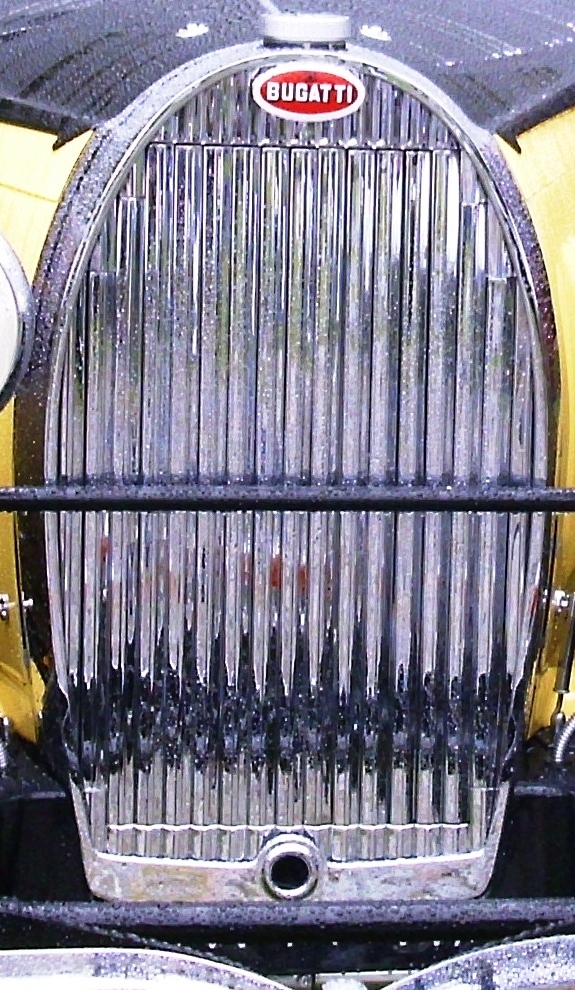
۱۹۳۴ جلوپنجره رادیاتور بوگاتی تیپ ۵۷ استلویو.

جلوپنجره‌های خودرو در طول سال‌ها طرح‌های مختلفی به خود گرفته‌اند. اولین بار در سال ۱۹۰۳ روی خودروها ظاهر شد. چند سال بعد، طرح کمانی شکل رایج شد و برای سال‌های متمادی تبدیل به یک طراحی استاندارد بر روی جلوپنجره خودروها شد. طراحی جلوپنجره دو تکه اولین بار در سال ۱۹۲۳ روی خودروی اسپرت آلفا رومئو ظاهر شد.
دهه‌های ۱۹۳۰ و ۱۹۴۰ شاهد خلاقیت خودروسازان در طراحی جلوپنجره‌هایشان بودیم. برخی از این طرح‌ها زنگوله‌ای شکل بودند (بیوک، شورلت، پونتیاک)، دوتایی و با کمی خمیدگی (سیلور اروز، مرکوری، اولدزموبیل مدل ۱۹۴۶)، صلیب‌مانند (مدل‌های پیش از جنگ استودبیکر چامپیون، کادیلاک مدل ۱۹۴۱، شرکت فورد موتور مدل ۱۹۴۲) در حالی که برخی دیگر از جمله پکارد، رولز رویس، و مدل‌های MG-TC همچنان از طرح کمانی قدیمی پیروی می‌کردند.
جلوپنجره‌ها بعد از جنگ جهانی دوم ظاهر جدیدی به خود گرفتند. به دنبال معرفی مدل‌های ۱۹۴۷ بیوک، استودبیکر، و کایزر موتورز، جلوپنجره‌ها برای تطابق با تغییر طراحی‌ها، کوتاه‌تر و عریض‌تر شدند.